# Radiotelevisión Valenciana
La Radiotelevisión Valenciana (RTVV; oficialmente y en valenciano, Radiotelevisió Valenciana) fue un organismo público de radiodifusión español encargado de la televisión y radio públicas de la Comunidad Valenciana (España).
El 5 de noviembre de 2013, el gobierno valenciano anunció su cierre, alegando no poder asumir la readmisión de más de mil empleados despedidos en un expediente de regulación de empleo ilegal. La ley fue aprobada el 27 de noviembre con la mayoría absoluta del gobierno de Alberto Fabra.
En la madrugada del 29 de noviembre, la Policía Nacional y los liquidadores nombrados por el ejecutivo valenciano entraron en el Centro de Programas de Burjasot para proceder a desconectar la televisión. Nou Ràdio fue cerrada a las 23:30 del día 28, reabriéndose el día 29 a las 10:00 a través de la frecuencia de Nou Sí Ràdio, mientras que Nou se cerró en el mediodía del día siguiente a las 12:19. Sí Ràdio finalizó sus emisiones el 29 de noviembre de 2013 a las 16:36, siendo esta radio el último canal en finalizar sus emisiones.
El 22 de diciembre de 2015, con un nuevo gobierno, el parlamento valenciano aprueba por ley reabrir un nuevo ente de radiofusión público. El día 9 de mayo de 2016, las Cortes Valencianas aprueban una ley que da luz verde al nuevo grupo llamado Corporación Valenciana de Medios de Comunicación (CVMC).

## Historia

### Desde 1982 hasta 2013
El Estatuto de Autonomía de la Comunidad Valenciana de 1982 posibilita la creación de unos medios de comunicación social destinados a fomentar la intercomunicación entre valencianos y a potenciar su identidad cultural y lingüística.
En el mes de julio de 1984, las Cortes Valencianas aprobaron la Ley de Creación de Radiotelevisión Valenciana, instrumento necesario para llevar a la práctica uno de los proyectos más compartidos y esperados por los diversos sectores sociales y políticos de la Comunidad. El artículo 11, c) de la Ley 7/1984 de la Generalidad Valenciana de 4 de julio, por la que se crea RTVV, establece la regulación interna a través de la Normativa desarrollada por la Dirección General, estableciendo la gestión de los servicios de Radio y Televisión a través de dos empresas públicas en forma de sociedades anónimas, Televisió Autonòmica Valenciana S.A. y Ràdio Autonomía Valenciana S.A. A pesar de ser dos sociedades distintas, éstas dependen del mismo órgano, siendo este RTVV. El capital de la empresa es exclusivamentente aportado por la Generalidad Valenciana, en acuerdo a dicha ley.
El 10 de marzo de 1987 empezaron las obras de infraestructura del centro de producción de programas de RTVV, ubicado en Burjasot, en los alrededores de la ciudad de Valencia, así como las instalaciones de Canal Nou.
En el mes de marzo de 1988 se constituyó el Consejo de Administración de RTVV. El Consejo estaba formado por once miembros designados, según la Ley de Creación del Ente, por las Cortes Valencianas, y la duración de su mandato coincide con la de la legislatura correspondiente.
En abril del mismo año, el Consejo de Administración propuso al Consejo de la Generalidad Valenciana el nombramiento del primer director general del ente.
El 1 de agosto de 2009 Canal 9 empezó con una señal en alta definición llamada en un principio Canal 9 HD y posteriormente Nou HD, que emitía la misma señal reescalada exceptuando los contenidos producidos en alta definición que se emiten en ese formato.
El presupuesto del ente en 2011 era de 120 millones €, siendo rebajado en el 2012 a 98.7 millones €.
En enero de 2012 se anunció un expediente de regulación de empleo (ERE) para la RTVV.
En octubre de 2013 la cadena pública Canal 9 pasa a llamarse simplemente Nou. El presupuesto de este año es de 78 millones €.
El 29 de junio de 2016 la Agencia Tributaria publica una lista de deudores donde figura RTVV con una cantidad pendiente de pago de 1,3 millones €.

### Reforma del año 2012/13, ERE y cierre

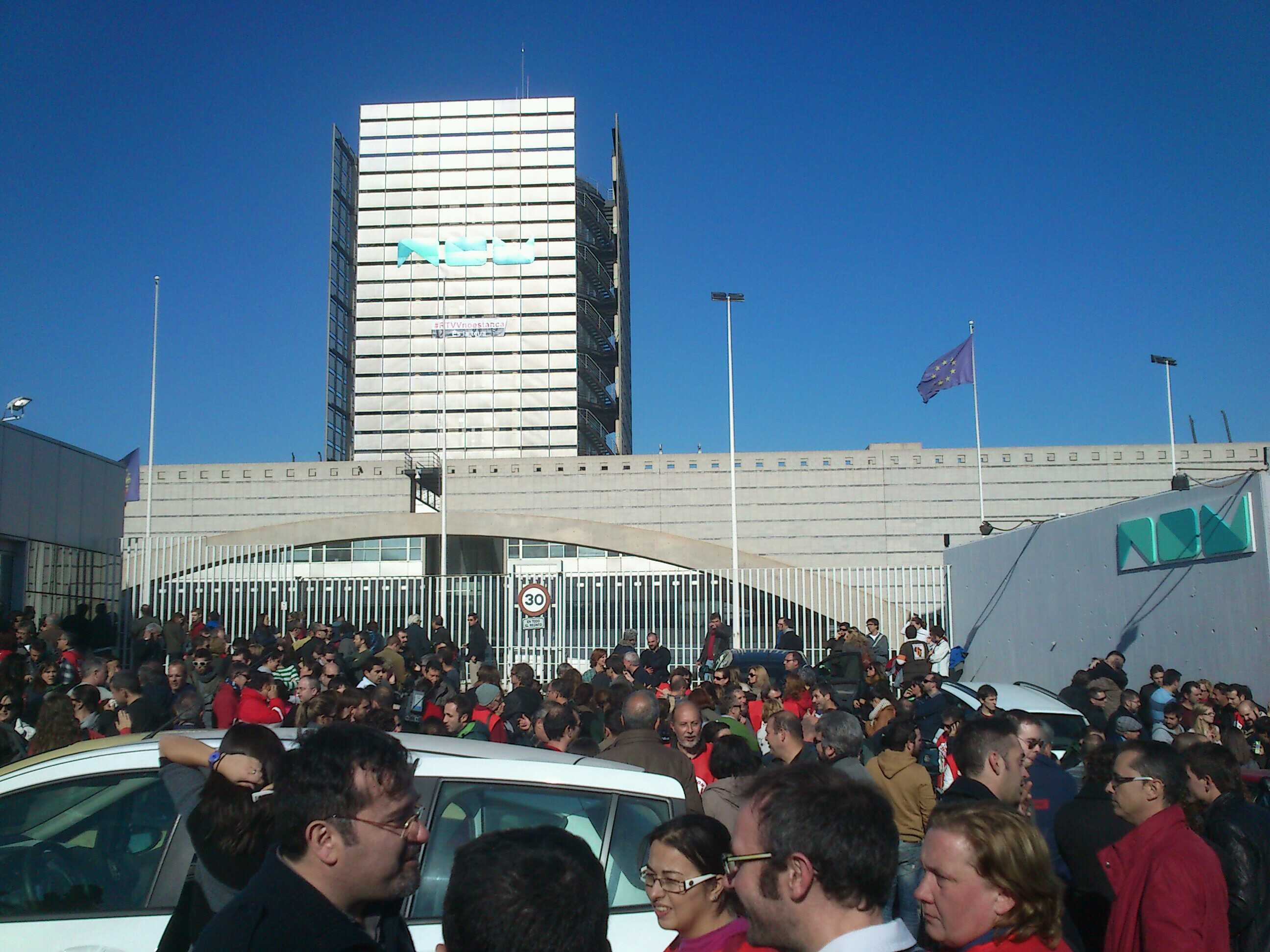
Concentración de trabajadores y ciudadanos frente a RTVV pocas horas después del corte de transmisiones el 29 de noviembre de 2013.

En enero de 2012 se anunció un ERE para los trabajadores de RTVV. Entre mediados de 2012 y el último trimestre de 2013, el grupo se encontraba inmerso en un ERE que afectó a más de 1.100 trabajadores.
Tras diecisiete años de gestión de los directores generales nombrados por el Partido Popular, el ente público RTVV acumulaba a principios del año 2012 una deuda de más de 1.200 millones € y una plantilla compuesta unos 1.700 trabajadores. La solución que propuso la Generalidad Valenciana presidida por el popular Alberto Fabra fue el anunciar en enero de 2012 un ERE que afectaba a dos tercios de la plantilla de 1.700 trabajadores y presentar en las Cortes Valencianas, donde el PP tiene mayoría absoluta, un nuevo Estatuto de la Radio Televisión Valenciana que permita privatizar determinadas franjas horarias de la programación. El martes 17 de julio se presentó el ERE que supondrá el despido de 1.295 trabajadores de los 1.695 que componen la plantilla de RTVV.
Así, debido a la dura crisis que atravesaba el ente público valenciano, la dirección de RTVV informó que, a partir del 6 de julio de 2013, Nou 2 y Nou 24 pasarían a ser un nuevo canal, que mantendría esta última denominación y estaría destinado fundamentalmente a la información, la cultura y las retransmisiones. Este segundo canal surgido de la fusión se dedicará a emitir cualquier contenido cultural o artístico que fomente la difusión de la lengua y la cultura valencianas. La fusión de ambos canales fue aprobada el 5 de julio de 2013 por el pleno del Consell en virtud del contrato programa de Radiotelevisión Valenciana, permitiendo a esta sociedad pública un ahorro anual de 2,7 millones de euros.
Por otra parte, las secciones sindicales de RTVV informaron en un comunicado que habían aceptado la propuesta de la dirección de RTVV para prorrogar la vigencia del octavo convenio colectivo hasta el 1 de noviembre del mismo año. En la nota, indicaron que las negociaciones para tal convenio colectivo empezarían el día 1 de septiembre.
Finalmente, dentro de la reforma también entró la integración del ente de radio con el audiovisual.
Por su parte, el 9 de octubre de 2013, la cadenas públicas cambiaron de nombre. Así, Canal 9 pasó a llamarse Nou Televisió, Canal Nou 24 se quedó como Nou 24 y Canal Nou HD, como Nou HD. De este modo, se inició una nueva etapa en el ente, ya que también se alquilaron franjas de la primera cadena a distintas productoras que cambiaron su programación.
El 5 de noviembre de 2013 el Tribunal Superior de Justicia de la Comunidad Valenciana declara nulo el ERE de RTVV. En la sentencia se recoge que el ERE atentaba contra los derechos fundamentales y libertades públicas de los trabajadores, además de señalar al Consejo que su deber era «negociar de buena fe», ya que ninguna de las propuestas del Comité de Empresa fue tenida en cuenta durante la negociación.
El mismo día 5 por la tarde, la Generalidad Valenciana anuncia el cierre del grupo, poniendo fin a 24 años de emisiones. Los responsables del cierre, según el Partido Popular, fueron «los sindicatos» y el alto coste de mantenimiento. Los trabajadores se rebelan en un intento de evitar este cierre tomando el control de la cadena y emitiendo especiales de forma continua demostrando la forma en la que les obligaron a actuar los últimos 20 años. Con la emisión de estos programas consiguen batir récords de audiencia.
El 27 de noviembre de 2013 el pleno de las Cortes aprueba, solo con los votos del PP, la Ley de liquidación de RTVV, que la oposición anunció que llevaría a los tribunales. El Diario oficial de la Generalidad Valenciana publicó en una edición vespertina la ley. El 28 de noviembre de 2013 entra en vigor la ley de liquidación de RTVV. El Gobierno valenciano se reúne de urgencia y nombra a los liquidadores de RTVV.
El 29 de noviembre de 2013, a las doce del mediodía, el informativo de Canal Nou Internacional que estuvo emitiendo desde la noche del día anterior sin parar, informó del corte de las emisiones radiofónicas y explicó la situación que se estaba dando. La Policía Nacional entró en la sede y acompañó a los técnicos que cortarían la señal. A las doce y diecinueve minutos la cadena Nou dejó de emitir, siendo la primera empresa pública de radiodifusión que se cierra en período democrático.
Con respecto a la deuda de más de 1000 millones € que acumula el ente público, el Partido Popular considera que no hay que investigarla.

### Reapertura
Después del cierre de RTVV, se han realizado numerosas concentraciones a favor de la reapertura del ente público. El 13 de noviembre de 2014, se admite a trámite una ILP que pide la reapertura de RTVV. Alberto Fabra, presidente de las Cortes Valencianas, afirmó que estaba a favor de la reapertura de la cadena y «si las circunstancias cambian, se puede hablar de una nueva televisión» siempre que esta sea «partiendo de cero» y «una vez que se cumpla la extinción de la cadena y se den las condiciones necesarias».
El 24 de mayo de 2015, una vez celebradas las elecciones a las Cortes Valencianas y formado un nuevo gobierno por PSPV y Compromís, el ejecutivo prometió reabrir RTVV, creando un Alto Comisionado para ello. La fecha de dicha apertura todavía no estaba definida debido a los problemas judiciales acarreados por el cierre y la deuda acarreada derivada de las acciones en las que se vio envuelta. Aunque el deseo del gobierno era la de abrir el 9 de octubre de 2015, día de la Comunidad Valenciana, el propio ejecutivo calificó esta fecha de «demasiado optimista», debido a la gran complejidad del problema y a la falta de acuerdos entre el Comisionado y el Comité de Empresa.
El 22 de diciembre de 2015 fue aprobada la ley que deroga el cierre de RTVV, con los votos favorables de socialistas, Compromís y Podemos, y la abstención del Partido Popular y Ciudadanos.
El 9 de mayo de 2016 las Cortes Valencianas aprueban una ley que da luz verde al nuevo grupo llamado Corporación Valenciana de Medios de Comunicación (CVMC).

## Directores generales
| Director general                | Inicio                   | Final                    |
| ------------------------------- | ------------------------ | ------------------------ |
| Amadeu Fabregat Mahes           | 13 de abril de 1988      | 20 de septiembre de 1995 |
| Juan José Bayona de Perogordo   | 20 de septiembre de 1995 | 8 de mayo de 1996        |
| José Vicente Villaescusa Blanca | 19 de junio de 1996      | 3 de julio de 2004       |
| Pedro García Gimeno             | 3 de julio de 2004       | 31 de agosto de 2009     |
| José López Jaraba               | 31 de agosto de 2009     | 17 de diciembre de 2012  |
| Alejandro Reig de la Rocha      | 17 de diciembre de 2012  | 9 de abril de 2013       |
| Rosa Vidal                      | 9 de abril de 2013       | 27 de noviembre de 2013  |
| Ernesto Moreno                  | 27 de noviembre de 2013  | 29 de noviembre de 2013  |

## Controversias
- Manipulación política. Radiotelevisión Valenciana recibió severas críticas por su falta de objetividad y manipulación política a favor del Partido Popular (PP)[22][23][24] lo que motivó una recomendación del Síndico de Agravios de la Comunidad Valenciana para que se adoptaran las medidas necesarias para garantizar el cumplimiento de los principios de objetividad, veracidad, imparcialidad y respeto al pluralismo político.[25] Sin embargo el director general de RTVV negó rotundamente dichas críticas.[26] El propio comité de empresa de RTVV admitió y denunció, en un comunicado público el día 22 de febrero de 2012, la severa manipulación mediática a la que estuvo sometida la información de sus informativos, participando días más tarde y de manera activa en la multitudinaria manifestación (más de 290.000 personas), y leyendo el comunicado final la presentadora Xelo Miralles.
- Caso Gürtel. La cadena de televisión está implicada en el Caso Gürtel, al haber habido diversos contratos irregulares para la visita del Papa a Valencia según informes de la Unidad de Auxilio Judicial.[27] Pedro García, director general de RTVV en aquel momento, presuntamente recibió varios regalos, dimitió por «motivos personales» a los pocos meses de destaparse lo sucedido.[28]
- Idioma. El canal de televisión Canal 9 fue criticado por el sindicato Comisiones Obreras por su programación en castellano, que en enero de 2010 alcanzó un 58% según un informe del sindicato.[29]
- Accidente de Metrovalencia.[30] Canal Nou no cambió la programación el día del accidente. Varias fuentes, incluidos los propios trabajadores de la cadena, denunciaron injerencias externas en la línea editorial, pese a las quejas de los redactores como fue el caso de Frederic Ferri;[31] lo que ha sido enfocado por diversos medios como una forma de censurar el escándalo y restarle importancia en la televisión valenciana a la muerte de los 43 valencianos ese mismo día.[32][33] Los trabajadores de esa misma cadena, cuando la Generalidad ya había anunciado su cierre en 2013 por motivos económicos, admitieron en directo el apagón informativo y pidieron perdón a las víctimas, a la vez que acusaron directamente al «despacho del Palacio de la Generalidad» de dar la orden de no informar sobre el suceso.[34][35] El mismo día de su cierre, invitaron a escondidas a la presidenta de la Asociación de Víctimas para disculparse en directo.[36]

## Contenido

### Canales de televisión
La Televisión Valenciana inició sus emisiones en pruebas el 5 de septiembre de 1989 de la mano de Xelo Miralles, y las regulares el 9 de octubre (día de la Comunidad Valenciana) del mismo año con Diego Braguinsky en pantalla.
| Histórico                                      | Periodo                                                       | Descripción |
| ---------------------------------------------- | ------------------------------------------------------------- | --- |
| Nou Televisió (Generalista)                    |                                                               | |
| Canal 9                                        | 5 de septiembre de 1989 9 de octubre de 2005                  | Fue el primer canal de la televisión pública de la Comunidad Valenciana y emitía desde el Centro de Producción de Programas de RTVV, en Burjasot. Sus contenidos estaban principalmente en valenciano. El logotipo primitivo de Canal 9 estaba inspirado en los antiguos micrófonos de radio; pero en octubre de 2005 fue rediseñado, junto con el de Nou 2 (segundo canal de televisión de Radiotelevisión Valenciana entonces llamado Punt 2) y el del resto de medios de RTVV. |
| Canal 9                                        | 9 de octubre de 2005 9 de octubre de 2013                     | Fue el primer canal de la televisión pública de la Comunidad Valenciana y emitía desde el Centro de Producción de Programas de RTVV, en Burjasot. Sus contenidos estaban principalmente en valenciano. El logotipo primitivo de Canal 9 estaba inspirado en los antiguos micrófonos de radio; pero en octubre de 2005 fue rediseñado, junto con el de Nou 2 (segundo canal de televisión de Radiotelevisión Valenciana entonces llamado Punt 2) y el del resto de medios de RTVV. |
| Nou (Nou internacional)                        | 9 de octubre de 2013 29 de noviembre de 2013 (Cierre de RTVV) | Fue el primer canal de la televisión pública de la Comunidad Valenciana y emitía desde el Centro de Producción de Programas de RTVV, en Burjasot. Sus contenidos estaban principalmente en valenciano. El logotipo primitivo de Canal 9 estaba inspirado en los antiguos micrófonos de radio; pero en octubre de 2005 fue rediseñado, junto con el de Nou 2 (segundo canal de televisión de Radiotelevisión Valenciana entonces llamado Punt 2) y el del resto de medios de RTVV. |
| Canal Nou HD                                   | 1 de agosto de 2009 1 de octubre de 2013                      | Emitía en 1080i (HDTV) lo mismo que la otra señal, aunque casi todo el contenido era reescalado. Solo algunas películas y algunos partidos de fútbol eran HD nativo. |
| Nou HD                                         | 9 de octubre de 2013 29 de noviembre de 2013 (Cierre de RTVV) | Emitía en 1080i (HDTV) lo mismo que la otra señal, aunque casi todo el contenido era reescalado. Solo algunas películas y algunos partidos de fútbol eran HD nativo. |
| Nou Dos (Temático)                             |                                                               | |
| Notícies 9                                     | 16 de febrero de 1997 1 de mayo de 1999                       | Fue el segundo canal que nació con RTVV y estaba dedicado a los programas informativos de producción propia de Televisión Valenciana. |
| Punt 2                                         | 1 de mayo de 1999 9 de octubre de 2005                        | Era el segundo canal de la televisión valenciana. Su programación se basaba principalmente en contenidos de producción propia e íntegramente en valenciano. Este canal sustituyó a Punt 2, el cual anteriormente sustituyó al antiguo N9 (Notícies 9), que tenía un logo parecido al de 24/9. Desde el 31 de marzo de 2009 emitía exclusivamente en TDT. |
| Punt 2                                         | 9 de octubre de 2005 6 de septiembre de 2010                  | Era el segundo canal de la televisión valenciana. Su programación se basaba principalmente en contenidos de producción propia e íntegramente en valenciano. Este canal sustituyó a Punt 2, el cual anteriormente sustituyó al antiguo N9 (Notícies 9), que tenía un logo parecido al de 24/9. Desde el 31 de marzo de 2009 emitía exclusivamente en TDT. |
| Canal 9 Dos                                    | 6 de septiembre de 2010 6 de julio de 2013                    | Era el segundo canal de la televisión valenciana. Su programación se basaba principalmente en contenidos de producción propia e íntegramente en valenciano. Este canal sustituyó a Punt 2, el cual anteriormente sustituyó al antiguo N9 (Notícies 9), que tenía un logo parecido al de 24/9. Desde el 31 de marzo de 2009 emitía exclusivamente en TDT. |
| Nou Dos (Contenedores infantiles por Internet) | 9 de octubre de 2013 29 de noviembre de 2013 (Cierre de RTVV) | Era el segundo canal de la televisión valenciana. Su programación se basaba principalmente en contenidos de producción propia e íntegramente en valenciano. Este canal sustituyó a Punt 2, el cual anteriormente sustituyó al antiguo N9 (Notícies 9), que tenía un logo parecido al de 24/9. Desde el 31 de marzo de 2009 emitía exclusivamente en TDT. |
| Nou 24 (Información)                           |                                                               | |
| 24/9                                           | 1 de marzo de 2009 6 de septiembre de 2010                    | En septiembre de 2008 se anunció la creación, por parte de RTVV, de un canal 24h de noticias para la TDT. Íntegramente en valenciano y de producción propia, comenzó sus emisiones el 3 de febrero de 2009, desde el 31 de marzo de 2009 hasta el 30 de marzo de 2010, día en que se produjo el apagón analógico, emitió en analógico sustituyendo a Nou 2. Sustituye, en cuanto a nombre, al canal de noticias 24/9. El 6 de julio de 2013, Nou 2 y Nou 24 pasaron a ser un nuevo canal, que mantiene esta última denominación y está destinado fundamentalmente a la información, la cultura y las retransmisiones. Este segundo canal surgido de la fusión también se dedica a emitir cualquier contenido, manifestación cultural o artística que fomente la difusión de la lengua y la cultura valenciana. |
| Canal Nou 24                                   | 6 de septiembre de 2010 9 de octubre de 2013                  | En septiembre de 2008 se anunció la creación, por parte de RTVV, de un canal 24h de noticias para la TDT. Íntegramente en valenciano y de producción propia, comenzó sus emisiones el 3 de febrero de 2009, desde el 31 de marzo de 2009 hasta el 30 de marzo de 2010, día en que se produjo el apagón analógico, emitió en analógico sustituyendo a Nou 2. Sustituye, en cuanto a nombre, al canal de noticias 24/9. El 6 de julio de 2013, Nou 2 y Nou 24 pasaron a ser un nuevo canal, que mantiene esta última denominación y está destinado fundamentalmente a la información, la cultura y las retransmisiones. Este segundo canal surgido de la fusión también se dedica a emitir cualquier contenido, manifestación cultural o artística que fomente la difusión de la lengua y la cultura valenciana. |
| Nou 24                                         | 9 de octubre de 2013 29 de noviembre de 2013 (Cierre de RTVV) | En septiembre de 2008 se anunció la creación, por parte de RTVV, de un canal 24h de noticias para la TDT. Íntegramente en valenciano y de producción propia, comenzó sus emisiones el 3 de febrero de 2009, desde el 31 de marzo de 2009 hasta el 30 de marzo de 2010, día en que se produjo el apagón analógico, emitió en analógico sustituyendo a Nou 2. Sustituye, en cuanto a nombre, al canal de noticias 24/9. El 6 de julio de 2013, Nou 2 y Nou 24 pasaron a ser un nuevo canal, que mantiene esta última denominación y está destinado fundamentalmente a la información, la cultura y las retransmisiones. Este segundo canal surgido de la fusión también se dedica a emitir cualquier contenido, manifestación cultural o artística que fomente la difusión de la lengua y la cultura valenciana. |
| Canal 9 Internacional (Generalista)            |                                                               | |
| Canal Comunitat Valenciana                     | 15 de septiembre de 1997 5 de mayo de 2005                    | Era el canal, primero vía satélite Astra y luego también en línea, de RTVV creado para acercar y difundir información sobre la Comunidad Valenciana, para promocionar la cultura, la historia, la geografía, la economía, el tejido social, el deporte y cualquier otro ámbito de interés propio, en España y en el resto del mundo. Con unos contenidos dignos, entre otro Notícies Nou, se podía ver en directo a través del satélite Astra y más tarde en su página web, hasta que su señal fue cesada en 2011 en satélite y cable. En su lugar, en la web se empezó a emitir la carta de ajuste con la emisión de la radio. |
| Televisió Valenciana Internacional             | 5 de mayo de 2005 16 de julio de 2010                         | Era el canal, primero vía satélite Astra y luego también en línea, de RTVV creado para acercar y difundir información sobre la Comunidad Valenciana, para promocionar la cultura, la historia, la geografía, la economía, el tejido social, el deporte y cualquier otro ámbito de interés propio, en España y en el resto del mundo. Con unos contenidos dignos, entre otro Notícies Nou, se podía ver en directo a través del satélite Astra y más tarde en su página web, hasta que su señal fue cesada en 2011 en satélite y cable. En su lugar, en la web se empezó a emitir la carta de ajuste con la emisión de la radio. |
| Canal Nou Internacional (Solo por Internet)    | 16 de julio de 2010 28 de febrero de 2011                     | Era el canal, primero vía satélite Astra y luego también en línea, de RTVV creado para acercar y difundir información sobre la Comunidad Valenciana, para promocionar la cultura, la historia, la geografía, la economía, el tejido social, el deporte y cualquier otro ámbito de interés propio, en España y en el resto del mundo. Con unos contenidos dignos, entre otro Notícies Nou, se podía ver en directo a través del satélite Astra y más tarde en su página web, hasta que su señal fue cesada en 2011 en satélite y cable. En su lugar, en la web se empezó a emitir la carta de ajuste con la emisión de la radio. |
| Canal Nou Multimèdia (Solo por Internet)       | 28 de febrero de 2011 9 de octubre de 2013                    | Canal online. |
| NOU ES (Solo por Internet)                     | 9 de octubre de 2013 29 de noviembre de 2013                  | Canal online. |

### Emisoras de radio
La Radio Autonómica Valenciana inició sus emisiones en pruebas el 4 de septiembre de 1989, y las regulares el 2 de octubre (día de la Comunidad Valenciana) del mismo año. La RAV estaba compuesta por dos emisoras:
| Logo de la cadena | Descripción de su programación |
| ----------------- | --- |
|                   | Nou Ràdio: Era la principal cadena de radio del ente público. Emitía una programación continua y en valenciano para todo el territorio. Sus primeras emisiones en período de prueba fueron el 4 de septiembre de 1989, siendo inaugurada el 2 de octubre del mismo año. |
|                   | Sí Ràdio: Era la cadena musical de la radio valenciana. Emitió en pruebas entre el 11 de septiembre de 2001 y su inauguración, el 9 de octubre de 2002. |

### Plataforma en Internet
Era la página web del ente público, donde se unían los grupos de televisión y radio y se ofrecían "a la carta" los contenidos que emitía y producía. Después del cierre se transformó en una página de información para los extrabajadores.

## Imagen corporativa
Los últimos logos de la Radiotelevisión Valenciana son de octubre de 2013, en los que la denominación del canal principal cobra especial importancia al pasar todos los canales de televisión a denominarse Nou, también cobran especial importancia los triángulos y el color aguamarina, ya que casi todas las plataformas de grupo pasan a usar un logo basado en estos elementos.
| 1989 - 2005 | 2005 - 2013 | 2013 |
| ----------- | ----------- | ---- |